# Cyathea pukuana
Cyathea pukuana là một loài dương xỉ trong họ Cyatheaceae. Loài này được M.Kato mô tả khoa học đầu tiên năm 1990.
Danh pháp khoa học của loài này chưa được làm sáng tỏ. 